# Gemeinsame Sicherheits- und Verteidigungspolitik

EUFOR-Emblem

Die einstigen drei Säulen der Europäischen Union

Die Gemeinsame Sicherheits- und Verteidigungspolitik (GSVP; englisch Common Security and Defence Policy, CSDP; französisch Politique commune de sécurité et de défense, PCSD) ist ein Politikfeld der Europäischen Union. Sie ist Teil der Gemeinsamen Außen- und Sicherheitspolitik (GASP), folgt jedoch teilweise besonderen Regeln und hat auch einige eigene Institutionen.
Die GSVP wurde mit dem Vertrag von Nizza 2001 unter der Bezeichnung Europäische Sicherheits- und Verteidigungspolitik (ESVP; französisch Politique européenne de sécurité et de défense, PESD) eingeführt und erhielt ihren heutigen Namen mit dem Vertrag von Lissabon 2007. Wichtigste Akteure der GSVP sind die nationalen Regierungen der EU-Mitgliedstaaten im Europäischen Rat, die alle wichtigen Beschlüsse in diesem Politikbereich einstimmig fassen müssen. Die Europäische Kommission und das Europäische Parlament haben hingegen kaum Mitspracherechte.

## Geschichte

### Anfänge militärischer Zusammenarbeit
Die Wurzeln der Europäischen Sicherheits- und Verteidigungspolitik sind einerseits in der militärischen Bedrohung der Staaten Westeuropas durch die Sowjetunion nach dem Zweiten Weltkrieg zu sehen, andererseits im Interesse der (westlichen) Nachbarstaaten Deutschlands an einer militärischen Einbindung der Bundesrepublik, um eine Vormachtstellung Deutschlands in Europa zu verhindern.
Auf Initiative des französischen Ministerpräsidenten René Pleven wurde 1950–52 der Vertrag über die Europäische Verteidigungsgemeinschaft (EVG) zwischen Frankreich, Deutschland den Benelux-Staaten und Italien ausgearbeitet. Er sollte eine Parallelkonstruktion zur EGKS darstellen und wies einen vergleichbaren institutionellen Rahmen auf. Operatives Kernstück war eine „Europaarmee“ unter dem Dach der NATO. Die EVG scheiterte letztlich an der Verweigerung der Ratifikation durch das französische Parlament.

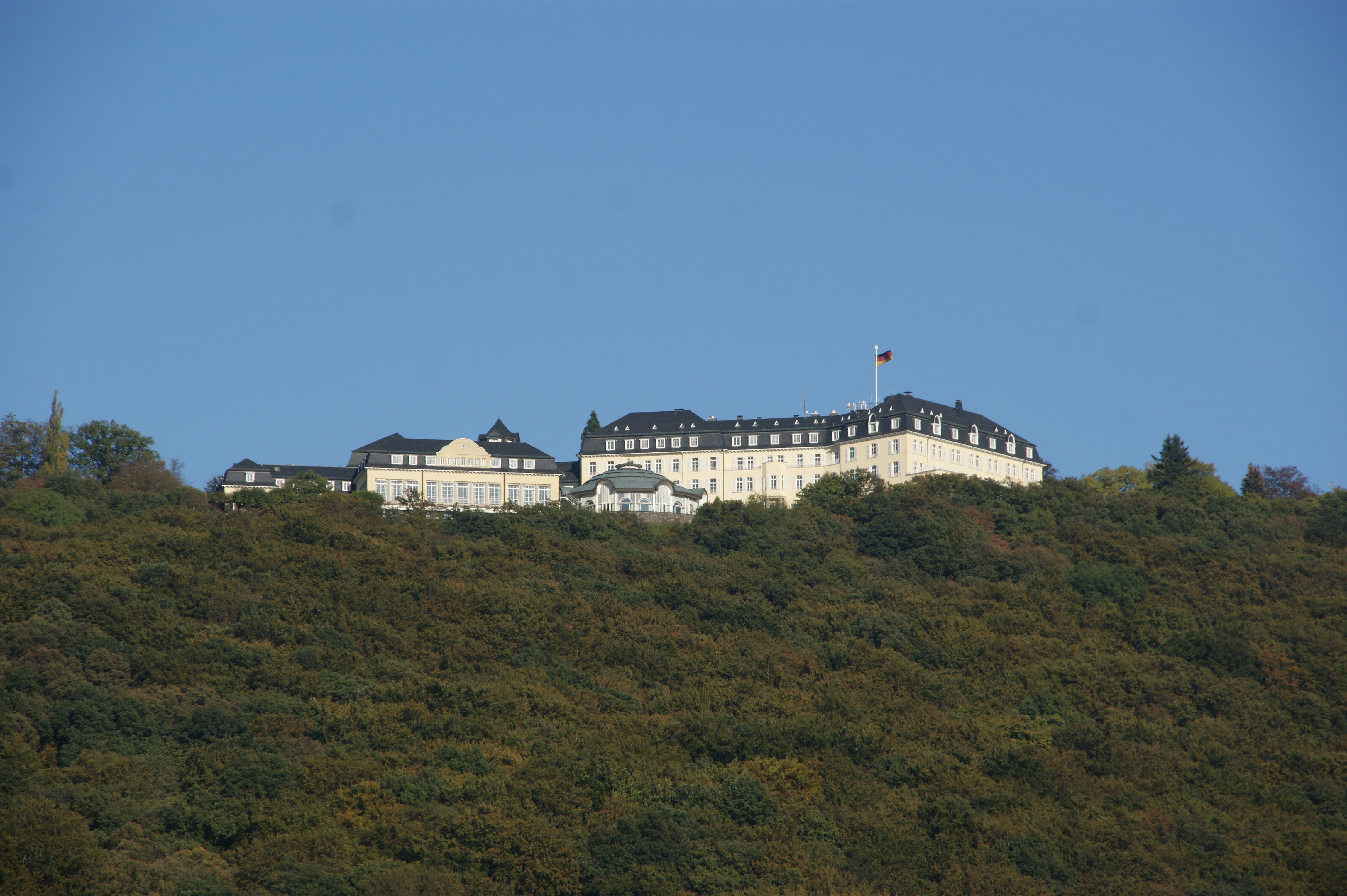
Petersberg bei Bonn

Stattdessen wurde 1954 auf der Grundlage des ursprünglich gegen Deutschland gerichteten Brüsseler Pakts die Westeuropäische Union (WEU) gegründet, die neben den sechs EGKS-Staaten noch Großbritannien mit einschloss. Es handelt sich um ein System kollektiver Sicherheit in Europa, das aber gleichzeitig Rüstungsbegrenzungen für die Partnerstaaten, insbesondere Deutschland, vorsah. Angesichts der überragenden Bedeutung der NATO blieb das Gewicht der WEU jedoch stets begrenzt. 1992 nahm sie die sogenannten Petersberg-Aufgaben an (Humanitäre Aufgaben und Rettungseinsätze, friedenserhaltende Aufgaben und Kampfeinsätze bei der Krisenbewältigung inklusive friedensschaffender Maßnahmen).
Seit den 80er-Jahren entwickelte sich zudem eine gemeinsame Verteidigungspolitik der EG-Kernstaaten Frankreich und Deutschland. Sie führte zur Gründung einer Deutsch-Französischen Brigade, aus der schließlich 1992 unter Einschluss weiterer Staaten das Eurokorps hervorging.

### Die Europäische Sicherheits- und Verteidigungspolitik
Mit dem Vertrag von Maastricht wurde schließlich 1992 die „Sicherheitspolitik“ ausdrücklich der Zuständigkeit der neu gegründeten EU zugewiesen – wenn auch lediglich im Rahmen der intergouvernemental geprägten zweiten Säule. Dabei arbeitete die EU eng mit der WEU zusammen und übernahm nun auch deren Petersberg-Aufgaben. Anders als WEU und NATO war die EU jedoch zunächst kein Militärbündnis, d. h. auch im Fall eines Angriffs wären die Mitgliedstaaten nicht zu gegenseitigem Beistand verpflichtet gewesen. Damit sollte den Bedenken der neutralen EU-Mitgliedstaaten wie Irland, Österreich, Schweden und Finnland Genüge getan werden.
Insbesondere in den Jugoslawienkriegen in den neunziger Jahren trat die geringe Handlungsfähigkeit der EU offen zutage. Es wurde beklagt, sie sei ein ökonomischer Riese und ein außenpolitischer und militärischer Zwerg, der in seinem eigenen „Hinterhof“ auf Unterstützung amerikanischer NATO-Soldaten angewiesen sei. Vor diesem Hintergrund wurde im Vertrag von Amsterdam 1997 schließlich der Ausbau zur Europäischen Sicherheits- und Verteidigungspolitik (ESVP) beschlossen. Ein wichtiger Schritt war der Kurswechsel der britischen Politik, die auf dem französisch-britischen Gipfel in Saint-Malo 1998 ihre Vorbehalte gegen eine nicht in die NATO integrierte, europäische Verteidigungskomponente aufgab. In den folgenden Jahren wurde daher unter Leitung des neu ernannten Hohen Vertreters für die Gemeinsame Außen- und Sicherheitspolitik, des früheren NATO-Generalsekretärs Javier Solana, die ESVP weiter ausgebaut.
Zu wesentlichen Veränderungen kam es auf den EU-Gipfeln von Köln und Helsinki (beide 1999), Feira (2000) sowie Göteborg und Laeken (jeweils 2001): Hier wurde beschlossen, mit einer eigenen Verteidigungskomponente die Petersberger Aufgaben erfüllen zu können und insbesondere bestimmte Kontingente von Soldaten, Polizisten und weiterem Personal zur Verfügung zu stellen. Außerdem wurde die Teilnahme von Nicht-EU-Staaten geregelt und vier Ad-hoc-Arbeitsgruppen zur Regelung der Beziehungen zwischen EU und NATO gegründet.
Die Irak-Krise 2003 zeigte jedoch erneut die Uneinigkeit der EU. Beim sogenannten Pralinengipfel am 29. April 2003 schlugen die Staats- und Regierungschefs Belgiens, Deutschlands, Frankreichs und Luxemburgs die Gründung einer Europäischen Sicherheits- und Verteidigungsunion vor, die insbesondere die Idee eines wechselseitigen Beistandspakts und einer rüstungspolitischen Koordination vorsah. Dieser Vorschlag stieß zunächst auf überwiegend negative Resonanz, gab aber einen wichtigen Impuls für die Weiterentwicklung der ESVP.
Bei den Gipfeln von Thessaloniki und Brüssel 2003 wurde eine europäische Sicherheitsstrategie entwickelt, die zur Gründung des Europäischen Sicherheits- und Verteidigungskollegs führte, eines gemeinsamen Ausbildungszentrums der EU-Mitgliedstaaten. Außerdem kam es 2003 zu einer ersten Polizeimission in Bosnien-Herzegowina, einer ersten EU-Militärmission mit Rückgriff auf NATO-Strukturen in Mazedonien und zur ersten autonomen Mission in der Demokratischen Republik Kongo (Operation Artemis).

### Vertrag von Lissabon

Mitgliedstaat der GSVP
Mitgliedstaat mit Nichtbeteiligung an der GSVP bis 2022

Mit dem Vertrag von Lissabon, der 2009 in Kraft trat, wurde die ESVP in Gemeinsame Sicherheits- und Verteidigungspolitik (GSVP) umbenannt. Er beinhaltete mehrere Reformen, darunter die bessere Koordination der Rüstungspolitik und eine wechselseitige Beistandsklausel (Art. 42 Abs. 7 EU-Vertrag), in die nun auch die neutralen Staaten einwilligten.
Der damalige Präsident des Europäischen Parlamentes Hans-Gert Pöttering stellte im November 2008 auf der Berliner Sicherheitskonferenz ein Konzept für eine immer engere Synchronisierung der europäischen Streitkräfte unter dem Namen Synchronised Armed Forces Europe (SAFE) vor.

#### Dänisches Opt-out bis Juni 2022
Seit dem Abkommen von Edinburgh von 1992 hatte Dänemark eine Garantie, dass es nicht verpflichtet sein würden, der für die Verteidigung zuständigen Westeuropäischen Union beizutreten. Darüber hinaus sah das Abkommen vor, dass Dänemark nicht an Diskussionen teilnehmen oder an Entscheidungen der EU mit Auswirkungen auf die Verteidigung gebunden sein würde. Der Vertrag von Amsterdam von 1997 enthielt ein Protokoll das dieses Opt-out aus der Gemeinsamen Sicherheits- und Verteidigungspolitik (GSVP) der EU formalisiert hat. Infolgedessen ist Dänemark von außenpolitischen Diskussionen mit Auswirkungen auf die Verteidigung ausgeschlossen und nimmt nicht an Auslandsmissionen mit einer Verteidigungskomponente teil.
Vor dem Hintergrund des russischen Angriffskriegs in der Ukraine und der dadurch veränderten Sicherheitslage in Europa stimmte die dänische Bevölkerung jedoch am 1. Juni 2022 in der Volksabstimmung in Dänemark über die Aufhebung des Verteidigungsvorbehalts der Abschaffung dieses Opt-outs für Verteidigungsfragen zu. Dieses mehrheitliche Ja bedeutet, dass der Verteidigungsvorbehalt abgeschafft werden konnte. Bereits am 20. Juni erklärte Dänemark die offizielle Abschaffung seines sogenannten EU-Verteidigungsvorbehalt zum 1. Juli 2022 und damit aller v.g. Sonderrechte aus dem Opt-out. Hierdurch ist es dem dänischen Parlament nun möglich, etwa für die Teilnahme an EU-geführten Militäreinsätzen oder den Wehrbereichsprojekten der Ständige Strukturierte Zusammenarbeit (PESCO) zu stimmen.

### PESCO
Im November 2017 beschlossen die Außen- und Verteidigungsminister der EU ein Dokument zur permanenten strukturierten Zusammenarbeit (Permanent Structured Cooperation, PESCO), an der sich 25 der damals 28 Mitgliedstaaten beteiligen. Nicht dabei ist Malta, das aber später dazustoßen kann. Die Vertragsstaaten haben sich zur Zusammenarbeit bei knapp 50 konkreten Projekten verpflichtet, wobei jeder Staat selbst entscheiden kann, an welchen Projekten er sich beteiligt. PESCO versteht sich nicht als Alternative zur NATO, sondern als Ergänzung.

### EDIPRA
Nach dem Ausbruch des Ukraine-Kriegs im Mai 2022 verabschiedete die EU das Gesetz über das gemeinsame Beschaffungswesen (EDIPRA), um die europäische Verteidigungsindustrie durch den gemeinsamen Einkauf von Waffen zu stärken. Im Sommer 2023 wurde das „Notfall“-Instrument von EDIRPA eingeführt, wobei 500 Millionen Euro dem „Act in Support of Ammunition Production ASAP“ zugewiesen wurden. Dieses Gesetz zielt darauf ab, Engpässe bei der Verfügbarkeit von Munition und Raketen auszugleichen
Im März 2024 präsentierte die Europäische Kommission die erste Strategie für die Verteidigungsindustrie auf EU-Ebene (EDIS). Diese Strategie beruft sich auf vier verschiedene Artikel im Vertrag über die Arbeitsweise der Union (AEUV), obwohl die EU-Verträge diese neue Befugnis ursprünglich nicht vorsahen. Das Investitionsprogramm ist zunächst mit 1,5 Milliarden Euro ausgestattet, könnte aber langfristig auf 100 Milliarden anwachsen. Ziel ist es, bis 2030 mindestens 50 Prozent der Rüstungsgüter auf dem europäischen Binnenmarkt zu erwerben. Interessanterweise flossen im Jahr 2023 knapp 80 Prozent der Mittel in Länder außerhalb der EU, wobei allein 60 Prozent in die USA gingen. Diese Strategie zielt darauf ab, die Wettbewerbsfähigkeit und Einsatzbereitschaft der europäischen Verteidigungsindustrie zu stärken und die Abhängigkeit von externen Anbietern zu verringern.

### Weißbuch zur Verteidigung Europas
Am 19. März 2025 stellte die Europäische Kommission das erste Weißbuch zur Verteidigungsstrategie der Europäischen Union vor.  EU-Kommissionspräsidentin Ursula von der Leyen betonte, „Wir können uns nicht leisten, von der Geschichte hin und her geschubst zu werden, wir müssen jetzt sofort handeln, damit wir spätestens bis 2030 gerüstet sind.“
Das Weißbuch schlägt vor, dass Europa die Waffensysteme, die bisher im Rahmen des NATO-Verbundes von den USA bereitgestellt worden sind, selbst zu beschaffen oder zu produzieren: Große Transportflugzeuge, Luftverteidigungssysteme, Aufklärungstechnologie und moderne Drohnen zum Beispiel.
Mit dem Finanzierungsplan „ReARM Europe“ sollen 800 Milliarden Euro für die notwendige Aufrüstung aller EU-Mitgliedsstaaten zur Verfügung gestellt werden, wofür eine nationale Aufweichklausel für den EU-Stabilitäts- und Wachstumspakt ermöglicht werden soll.

## Rechtsgrundlagen
Gemäß Art. 42 Abs. 1 und 2 EUV darf die EU sicherheits- und verteidigungspolitisch tätig werden. Gemäß Art. 42 Abs. 2 EUV umfasst die GSVP dabei die schrittweise Festlegung einer gemeinsamen Verteidigungspolitik. Letztere kann bei einem entsprechenden Beschluss des Europäischen Rats auch zu einer gemeinsamen Verteidigung führen. Die GSVP berührt nach Art. 42 Abs. 2 EUV nicht die besonderen Charaktere der Verteidigungspolitiken einzelner Mitgliedstaaten, insbesondere jenen, die gleichzeitig der NATO angehören oder sich zu politischer Neutralität verpflichtet haben.
Die GSVP unterliegt dem in Art. 23 bis 41 EUV geregelten rechtlichen Rahmen der Gemeinsamen Außen- und Sicherheitspolitik, deren Teil sie ist, sowie den besonderen Bestimmungen der Art. 42 bis 46 EU-Vertrag. Gleichwohl gibt es einige Besonderheiten:
- Ratsbeschlüsse mit militärischen oder verteidigungspolitischen Bezügen werden nach Art. 31 Abs. 4 EU-Vertrag ausnahmslos einstimmig gefasst.
- Die operativen Ausgaben im Zusammenhang mit Maßnahmen mit militärischen oder verteidigungspolitischen Bezügen werden gemäß Art. 41 Abs. 2 EU-Vertrag nicht aus dem Haushalt der Europäischen Union, sondern von den Mitgliedstaaten getragen

Im Rahmen des Art. 42 Abs. 7 können im Falle eines bewaffneten Angriffs auf das Hoheitsgebiet eines Mitgliedstaats die anderen Mitgliedsstaaten um Unterstützung gebeten werden. Die anderen Mitgliedsstaaten schulden dem angegriffenen Mitgliedsstaat dann alle in ihrer Macht stehende Hilfe und Unterstützung im Einklang mit Art. 51 der Charta der Vereinten Nationen. Dies wurde zum ersten Mal von Frankreich nach den Terroranschlägen am 13. November 2015 in Paris in Anspruch genommen und auch von den anderen Mitgliedsstaaten gewährt.

## Akteure
Ebenso wie in der GASP, treffen auch in der GSVP Europäischer Rat und der Rat der Europäischen Union alle wesentlichen Entscheidungen, wobei der Hohe Vertreter der Union für Außen- und Sicherheitspolitik (umgangssprachlich auch als EU-Außenminister bezeichnet) und der ihm unterstellte Europäische Auswärtige Dienst voll an der GSVP beteiligt wird. Der Kommission und dem Europäischen Parlament kommen nur Anhörungs- und Informationsrechte zu. Zuständiger Ausschuss des Europäischen Parlaments ist der Ausschuss für auswärtige Angelegenheiten, Menschenrechte, Gemeinsame Sicherheit und Verteidigungspolitik. Maßnahmen der GSVP unterliegen nicht der Judikatur des Gerichtshofs der Europäischen Union.
Besondere Bedeutung kommt in der GSVP indes dem Politischen und Sicherheitspolitischen Komitee (PSK) zu, das sich im Regelfall aus den Botschaftern der Mitgliedstaaten zusammensetzt. Es ersetzt das Politische Komitee, das in der Vergangenheit auf der Ebene der politischen Direktoren zusammentraf. Das PSK verfolgt die für die GASP wichtigen Entwicklungen des Weltgeschehens, erarbeitet neue Strategien und überwacht deren Umsetzung. Unter der Aufsicht des Rates gewährleistet das PSK die politische Kontrolle und strategische Leitung von Krisenmanagement-Aktionen.
Daneben existieren einige weitere Institutionen, die ausschließlich Aufgaben der GSVP wahrnehmen:
- Der Militärausschuss der EU (EUMC) besteht aus den Generalstabschefs, vertreten durch ihre militärischen Repräsentanten, die zumeist in Personalunion bei der EU und der NATO ihr Land vertreten. Der Militärausschuss ist das höchste militärische Gremium und berät das PSK in militärischen Fragen. Er pflegt die Beziehungen zu anderen internationalen Organisationen und den Ländern außerhalb von EU und NATO. Er nimmt außerdem die militärische Leitung von Operationen wahr und leitet den Militärstab militärisch an. Der Vorsitzende nimmt an Sitzungen des PSK, des NATO-Militärausschusses und des Rates teil – im letzteren Fall, wenn ein militärisches Thema auf der Agenda steht.
- Der Militärstab der EU (EUMS) ist Teil des Europäischen Auswärtigen Dienstes. Zu seinen Aufgaben gehören die Frühwarnung, Lagebeurteilung und strategische Planung bezüglich der Petersberg-Aufgaben. Diese wurden ursprünglich für die Westeuropäische Union definiert und später dann auf die EU übertragen. Der Stab soll im Krisenfall die multinationalen Streitkräfte bestimmen, erfassen und aufstellen, meist in Abstimmung mit der NATO. Der EUMS bestimmt das „Wie“, das „Ob“ liegt auf der politischen Ebene.
- Der Ausschuss für die zivilen Aspekte der Krisenbewältigung entwickelt die zivilen Planziele der EU und ist verantwortlich für deren Umsetzung. Er gibt Empfehlungen und Stellungnahmen an das PSK und andere Ratsgremien. Zusätzlich gibt es seit dem Jahr 2001 im Generalsekretariat des Rates eine Polizei-Einheit für die Planung und Durchführung von polizeilichen Missionen der EU.
- Die zivile/militärische Zelle der EU wird im EUMS eingerichtet. Normalerweise wird das Supreme Headquarters Allied Powers Europe (SHAPE) der NATO oder ein nationales Hauptquartier zum Einsatz kommen. Hierfür wird eine EU-Planungszelle im SHAPE eingerichtet und die NATO wird eingeladen, Verbindungsvereinbarungen mit dem EUMS zu treffen. Zusätzlich soll eine Planungszelle im EUMS eingerichtet werden, die im Bedarfsfall eingesetzt werden kann. Sie wird die EU-Mitgliedstaaten in der Krisenerkennung und bei zivilen Operationen unterstützen, die zivile und militärische Komponente verbinden und dafür vorplanen. Zusätzlich wird sie die nationalen Hauptquartiere unterstützen. Sie kann aber auch das SHAPE oder ein nationales Hauptquartier ersetzen, vor allem wenn zivile bzw. militärische Unternehmungen anstehen oder kein nationales Hauptquartier gefunden wird.

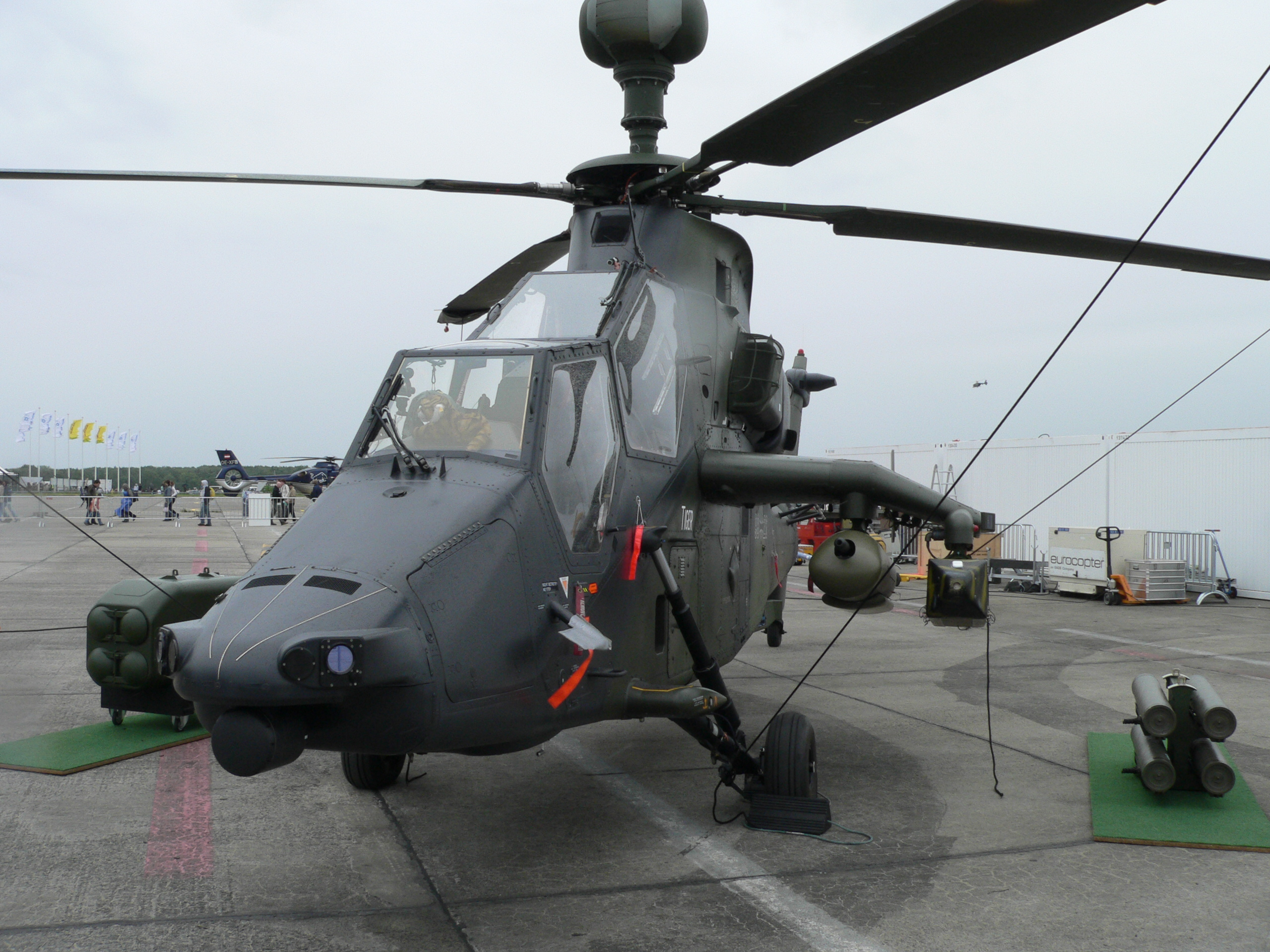
Produkt europäischer Rüstungszusammenarbeit: Der Tiger Eurocopter

- Produkt europäischer Rüstungszusammenarbeit: Der Tiger Eurocopter Die Europäische Verteidigungsagentur wurde mit Ratsbeschluss vom 12. Juni 2004 geschaffen. Ihre Aufgabe ist die Unterstützung der Mitgliedstaaten und die Koordinierung ihrer Zusammenarbeit in den Bereichen Militärische Forschung, Rüstungsplanung und Beschaffung. Hierdurch sollen Synergieeffekte u. a. in Form von Kosteneinsparungen erzielt werden.
- Das Satellitenzentrum der Europäischen Union (EUSC) in Torrejón (bei Madrid, Spanien) beobachtet besonders im Dienste der GSVP die Erde und erstellt Satellitenbilder und -karten. Speziell bei der Konfliktprävention und -Beobachtung spielt das EUSC deshalb eine wichtige Rolle (zum Thema: Weltraumwaffe).
- Das Institut der Europäischen Union für Sicherheitsstudien (ISS) in Paris erstellt Studien, die Grundlage für Verhandlungen und Entscheidungen in der ESVP sind.[12]

## Instrumente
Der GSVP steht dasselbe Instrumentarium wie der GASP zur Verfügung. Auf der Grundlage der Leitlinien und Strategien des Europäischen Rates beschließt der Rat über die Standpunkte der Union zu außen-, sicherheits- und verteidigungspolitischen Themen und über die Durchführung von Aktionen, zum Beispiel in der Form von militärischen Missionen.

### Militärische Fähigkeiten in der GSVP

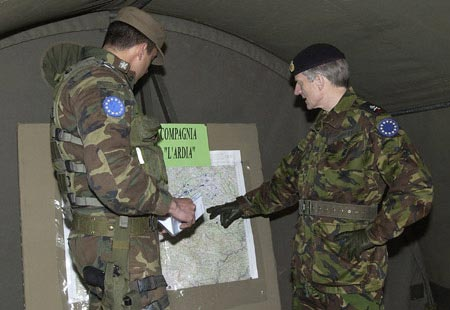
Die Befehlshaber einer EUFOR-Mission besprechen die Taktik, erkennbar ist das Europa-Emblem als Schulterabzeichen

Die EU verfügt nicht über eigene Soldaten oder gar eine europäische Armee. Stattdessen greift die EU auf die Streitkräfte der Mitgliedstaaten zurück, welche im Einzelfall autonom über die Bereitstellung entscheiden. In Deutschland erfordert dies die konstitutive Zustimmung des Deutschen Bundestages.
Um im Rahmen der EU aktiv zu werden, wurde auf den Europäischen Räten von Köln und Helsinki im Jahr 1999 eine Verbesserung der militärischen Fähigkeiten der EU vereinbart. Im Rahmen des European Headline Goal beabsichtigte die EU, binnen 60 Tagen für einen Zeitraum von bis zu einem Jahr 50.000–60.000 Soldaten für die gesamte Bandbreite der Petersberg-Aufgaben als schnelle EU-Eingreiftruppe zur Verfügung stellen zu können. Hierbei geht es in erster Linie um friedenssichernde Einsätze wie die Mission in Bosnien-Herzegowina durch EUFOR Althea (siehe unten). Das ursprüngliche Ziel einer umfassenden Einsatzfähigkeit bis zum Jahr 2003 wurde nach eigener Einschätzung des Rats nicht erreicht. Daraufhin wurde im ersten Halbjahr 2004 eine erneute Verbesserung der militärischen Fähigkeiten im Rahmen des Headline Goal 2010 vereinbart, doch auch dieses Ziel wurde verfehlt.
Als Schritt zur schnellen Verbesserung der Einsatzfähigkeit beschloss der Rat 2004 die Aufstellung der sogenannten EU Battlegroups. Diese hochflexiblen Verbände mit einer Stärke von etwa 1.500 Soldaten können innerhalb von 10–15 Tagen in einem Radius von 6.000 km um Brüssel für eine Dauer von bis zu vier Monaten zum Krisenmanagement eingesetzt werden. 2005 waren die ersten Verbände verfügbar, die volle Einsatzfähigkeit wurde 2007 erreicht. Seitdem stehen jeweils 2 dieser in der Regel multinational zusammengesetzten Verbände für jeweils 6 Monate einsatzbereit zur Verfügung.
Bei all den Verpflichtungen im Rahmen der Verbesserung der militärischen Fähigkeiten handelt es sich nicht um rechtsverbindliche Vorgaben, sondern um autonome – politisch verbindliche – Verpflichtungen der Mitgliedstaaten.
Im Fall von EU-Militäreinsätzen liegt die politische Kontrolle und strategische Leitung der Mission beim Rat und dem PSK. In der Zwischenstufe verfügt die EU im beschränkten Maße über eigene Planungs- und Durchführungskapazitäten, gegebenenfalls unter Rückgriff auf Mittel der Mitgliedstaaten. Insbesondere bei umfassenderen Operationen wie EUFOR Althea (siehe unten), kann die EU aber auch auf Mittel der NATO auf Grundlage der Vereinbarung Berlin Plus zurückgreifen.

### Bestehende Militäroperationen und zivile Missionen der EU im Rahmen der ESVP bzw. GSVP

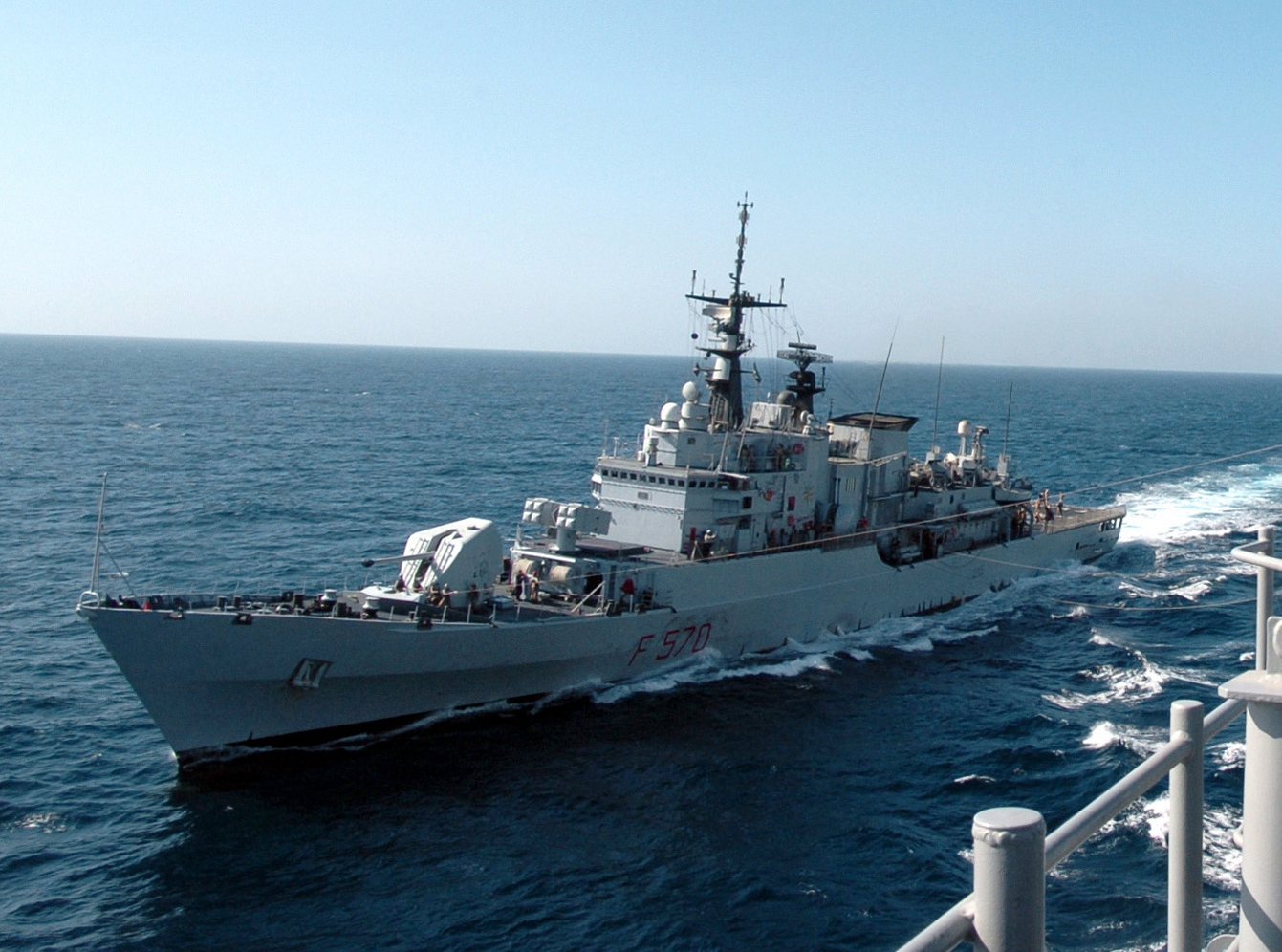
Die italienische Fregatte ITS Maestrale ist Teil der Operation Atalanta im Jahr 2015/2016

(Quelle:)

#### Laufende Militäroperationen
- EUFOR – Operation Althea – Militärische Operation der EUFOR seit Dezember 2004 in Bosnien und Herzegowina (Übernahme der Aufgaben der NATO-geführten SFOR)
- EU NAVFOR Somalia – Operation Atalanta – Militärmission durch Marinekräfte vor der Küste Somalias seit Ende 2008
- EUTM Somalia – Militärische Ausbildung von somalischen Soldaten in Uganda seit April 2010
- EUTM Mali – Militärische Grundlagenausbildung und Beratung der malischen Forces Armées et de Sécurité du Mali seit 2013
- EUNAVFOR MED – Militärmission durch Marinekräfte gegen Menschenschmuggel im südlichen zentralen Mittelmeer seit Juni 2015
- EUTM RCA – Militärische Ausbildungsmission seit Juli 2016
- EUTM Mosambik – Militärische Ausbildungsmission zur Unterstützung der mosambikanischen Streitkräfte im Kampf gegen die Rebellenmiliz al-Shabab seit 2021
- EU NAVFOR Aspides – Militärmission durch Marinekräfte zur Sicherung der Schifffahrt im Roten Meer und im Golf von Aden vor Angriffen der Huthi-Miliz seit 2024

#### Laufende zivile Missionen
- EUBAM Rafah (European Union Border Assistance Mission Rafah) – unterstützende Kontrollmission am palästinensisch-ägyptischen Grenzübergang in Rafah, seit November 2005, seit 2007 ausgesetzt
- EUBAM Moldawien/Ukraine – Grenzkontrollmission der EU an der moldauisch-ukrainischen Grenze zur Unterbindung des Waffen-, Menschen- und Drogenschmuggels von und nach Transnistrien seit 30. November 2005[16]
- EUPOL COPPS – integrierte Polizeiunterstützungsmission in Palästina seit 2006
- EUMM Georgia – Überwachungsmission seit 2008 in Georgien
- EULEX Kosovo – Rechtsstaatlichkeitsmission der EU im Kosovo seit Frühjahr 2008
- EUCAP Sahel Niger – Beratungs- und Ausbildungsmission zur effektiven Bekämpfung von organisierter Kriminalität und Terrorismus in Niger seit August 2012[17]
- EUCAP Somalia (ehemals EUCAP Nestor) – Mission zum Aufbau maritimer Fähigkeiten in Somalia im Zuge der Bekämpfung der Piraterie vor der Küste Somalias seit September 2012
- EUBAM Libya – Polizeimission zur Unterstützung bei der Grenzsicherung in Libyen seit Mai 2013
- EUCAP Sahel Mali – Trainings- und Beratungsmission zur Aufrechterhaltung der öffentlichen Ordnung seit April 2014 in Mali
- EUAM Ukraine – beratende Mission zur Reform des zivilen Sicherheitssektors in der Ukraine seit Dezember 2014
- EUAM Iraq – beratende Mission zur Unterstützung der Reform des Sicherheitssektors im Irak seit Oktober 2017

### Abgeschlossene Militäroperationen und zivile Missionen der EU im Rahmen der ESVP bzw. GSVP
(Quelle:)

#### Beendete Militäroperationen
- Operation Artemis – Krisenintervention in der DR Kongo (beendet am 1. September 2003)
- Concordia – Militärische Operation der EU in Mazedonien (31. März 2003 bis 15. Dezember 2003)
- EUFOR RD Congo – Europäische Militäroperation in der Demokratischen Republik Kongo (beendet am 30. November 2006)
- Unterstützung der Mission der Afrikanischen Union in Sudan (AMIS) (Juli 2005 bis 31. Dezember 2007)
- EUFOR Tchad/RCA – Militärmission im Tschad zur Unterstützung humanitärer Maßnahmen der Vereinten Nationen (März 2008 bis März 2009)
- EUFOR Libya – Militärmission zur Unterstützung humanitärer Maßnahmen in Libyen (April 2011 bis November 2011)
- EUFOR RCA – Militärmission zur Friedenssicherung in der Zentralafrikanischen Republik von Februar 2014 bis März 2015
- EUMAM RCA – Militärische Beratungsmission in der Zentralafrikanischen Republik (März 2015 bis Juli 2016)

#### Beendete zivile Missionen
- EUJUST Themis – Mission der EU zur Stützung der Rechtsstaatlichkeit in Georgien (beendet am 15. Juli 2005)
- EUPOL Proxima – Polizeimission der Europäischen Union in Mazedonien (15. Dezember 2003 bis 14. Dezember 2005)
- EUPAT – Nachfolgemission von EUPOL Proxima in Mazedonien (15. Dezember 2005 bis 15. Juni 2006)
- Aceh Monitoring Mission (AMM) – Beobachtungsmission zur Demilitarisierung in Aceh, Indonesien (beendet am 15. Dezember 2006)
- EUPOL Kinshasa – Polizeimission der EU in Kinshasa, DR Kongo (April 2005 bis Juni 2007)
- EUMM Jugoslawien – Überwachungsmission im ehemaligen Jugoslawien (1991 bis Dezember 2007)
- EU SSR Guinea-Bissau – Mission zur Unterstützung der Reform des Sicherheitssektors in Guinea-Bissau (EU SSR) (Frühjahr 2008 bis 30. September 2010)
- EUPM – EU-Polizeimission vom 1. Januar 2003 bis 31. Dezember 2011 in Bosnien und Herzegowina
- EUJUST LEX – Integrierte Rechtsstaatsmission der EU im Irak[18] bis 31. Dezember 2013
- EUAVSEC South Sudan – Unterstützung am Flughafen Juba von September 2012[17] bis Januar 2014
- EUPOL RD CONGO – Polizeimission in der DR Kongo bis September 2014
- EUSEC RD Congo – Mission zur Unterstützung der Sicherheitssektor Reform in der DR Kongo (2005 bis Juni 2016)
- EUPOL Afghanistan – Polizeimission in Afghanistan (2007 bis Dezember 2016)

## Verhältnis zu den USA
Die Zusammenarbeit mit den USA wird unter anderem im Rahmen der NATO gewährleistet: „Die Entwicklung der ESVP ist vor allem politisch motiviert und hat ihren Ursprung in den Konflikten um das ehemalige Jugoslawien […] Da diese Krisenreaktionskräfte jedoch vorderhand auf Strukturen und Einrichtungen der NATO angewiesen sein werden, verfügen die USA auch weiterhin über die Möglichkeit einem Einsatz zuzustimmen oder nicht. Doch eine europäische Selbständigkeit und Unabhängigkeit werden die USA auf Dauer nicht verhindern können und vermutlich auch nicht wollen, denn ein besserer Partner Europa entlastet die USA und festigt damit das Bündnis. […] Es geht damit keines falls darum, einen Ersatz für die NATO auf die Beine zu stellen und eine europäische Armee ist vorderhand nicht geplant.“
NATO-Generalsekretär Jens Stoltenberg, EU-Ratspräsident Donald Tusk und EU-Kommissionspräsident Jean-Claude Juncker haben am 10. Juli 2018, einen Tag vor der offiziellen Tagung des Nordatlantikrats, in Brüssel eine „Erklärung über die beiderseitige Zusammenarbeit“ unterzeichnet. Die EU und die NATO hatten bereits bei dem Gipfeltreffen aller NATO-Staats- und Regierungschefs im Juli 2016 in Warschau eine Zusammenarbeit vereinbart. Sie umfasste 2016 z. B. ein abgestimmtes Vorgehen in der Flüchtlingskrise und gegen Cyber-Attacken, welche sich gegen eine wichtige Infrastruktur wie Energienetze oder das Bankensystem richten.
Diese Zusammenarbeit wurde 2018 bekräftigt. Vorrangig festgelegt wurden „rasche und nachweisbare Fortschritte“ bei der „militärischen Mobilität“, also z. B. durch Straßen und Brücken, zur schnellen Truppenverlegung. Als weitere Hauptziele werden Terrorismus-Bekämpfung, die stärkere Abwehr von ABC-Waffen und die Förderung von Frauen genannt.
Die EU-Mitgliedstaaten hatten im Dezember 2017 eine stärkere gemeinsame bewaffnete Zusammenarbeit namens PESCO beschlossen. Beschlossen wurden vorerst 17 Militärprojekte, die teils auch die Rüstungszusammenarbeit betreffen. Die Trump-Administration hatte dagegen die Sorge geäußert, diese EU-Pläne schwächten die NATO und könnten den Zugang von US-Firmen zum europäischen Rüstungsmarkt beschränken. US-Verteidigungsminister Jim Mattis reagierte im Februar 2018 mit der Forderung „schriftlich in EU-Dokumente aufzunehmen, dass die gemeinsame Verteidigung eine NATO-Aufgabe ist, und zwar ausschließlich eine NATO-Aufgabe.“ Die EU antwortete, dass dies bereits in den EU-Verträgen stehe.
In der gemeinsamen NATO-EU-Erklärung vom Juli 2018 steht: „Die NATO wird weiterhin ihre einzigartige und wesentliche Rolle als Eckpfeiler der kollektiven Verteidigung für alle Bündnispartner spielen.“

## Deutschlands Beitrag
Zivile Experten, Polizei- und Zollbeamte sowie Soldaten der Bundeswehr engagieren sich bei fast allen GSVP-Einsätzen. Das Auswärtige Amt informiert die Abgeordneten des Deutschen Bundestags regelmäßig über die Missionen. Deutschland hat dafür in den letzten Jahren umfassende Voraussetzungen geschaffen: das Zentrum für Internationale Friedenseinsätze, ein „Sekundierungsgesetz“ für die Entsendung von deutschen Fachkräften sowie eine gemeinsame Ausbildungsplattform für zivile, polizeiliche und militärische Einsatzkräfte. Die Abgeordneten des Deutschen Bundestages lassen sich regelmäßig über die Missionen informieren. Bei bewaffneten militärischen Operationen beraten sie und stimmen über das Bundestagsmandat ab, das für solche Einsätze erforderlich ist.